# Isopreno sintasa
En enzimología, una isopreno sintasa (EC 4.2.3.27) es una enzima que cataliza la reacción química:      pirofosfato de dimetilalilo  {\displaystyle \rightleftharpoons } isopreno + pirofosfato
Por lo tanto, esta enzima tiene como sustrato al pirofosfato de dimetilalilo, y dos productos, el isopreno y pirofosfato.
Esta enzima pertenece a la familia de las liasas, específicamente a las liasas carbono-oxígeno que actúan sobre los fosfatos. El nombre sistemático de esta clase de enzimas es dimetilalil-pirofosfato pirofosfato-liasa (formadora de isopreno). Otros nombres de uso común son  ISPC e ISPS.